# أنيتا دي فريس
أنيتا دي فريس (بالنرويجية: Anita Valen)‏ (و. 1968  م) هي دراجة نرويجية، ولدت في بورشغرون، شاركت في الألعاب الأولمبية الصيفية 2008، والألعاب الأولمبية الصيفية 2004.

## وصلات خارجية
- أنيتا دي فريس على موقع IMDb (الإنجليزية)
- أنيتا دي فريس على موقع الاتحاد الدولي للدراجات (الإنجليزية)
- أنيتا دي فريس على موقع أرشيف الدراجات (الإنجليزية)
- أنيتا دي فريس على موقع إحصائيات الدراجات الإحترافية (الإنجليزية)
- أنيتا دي فريس على موقع نسبة الدراجات (الإنجليزية)
- أنيتا دي فريس على موقع CycleBase (الإنجليزية)
- أنيتا دي فريس على موقع اللجنة الأولمبية الدولية (الإنجليزية)
- أنيتا دي فريس على موقع اللجنة الأولمبية الدولية (الإنجليزية)
- أنيتا دي فريس على موقع أوليمبيديا (الإنجليزية)

- أنيتا دي فريس في قاعدة بيانات الأفلام على الإنترنت
- أنيتا دي فريس  على موقع SportsReference  - سبورتس رفرنس